# Patinage de vitesse aux Jeux olympiques de 2014 - 5 000 mètres hommes
Navigation
Vancouver 2010 Pyeongchang 2018
Le 5 000 mètres masculin de patinage de vitesse aux Jeux olympiques d'hiver de 2014 a lieu le 8 février 2014 à 15 h 30 au Centre de patinage Adler Arena, cela sera la première épreuve de patinage de vitesse lors de ces jeux. L'épreuve est présente depuis la première édition des Jeux en 1924.
Le tenant du titre est le néerlandais Sven Kramer qui a remporté l'épreuve à Vancouver en 2010 devant le sud-coréen Lee Seung-Hoon, médaille d'argent, et le russe Ivan Skobrev, médaille de bronze.

## Qualification
Un total de vingt-huit patineurs de vitesse pourrait être admissible à cette distance, avec un maximum de trois patineurs par pays. Les patineurs du top 16 de la quatrième course de la coupe du monde de patinage de vitesse de 2013-2014 5000 et 10000 mètres hommes obtiennent une place pour leur pays. Ensuite, les 12 places supplémentaires ont été attribuées sur la base du classement de temps de tous les temps dans la coupe du monde. Chaque athlètes qualifiés doit avoir également atteint un score maximum de temps de 6:33.00 sur la distance.
Alexis Contin de l'équipe de France et Haralds Silovs de la Lettonie ont été qualifiés mais ont dû se retirer. Ils n'ont pas été remplacés.

## Médaillés
| Or                     | Argent                     | Bronze                    |
| Sven Kramer (Pays-Bas) | Jan Blokhuijsen (Pays-Bas) | Jorrit Bergsma (Pays-Bas) |

Comme sur le 500 mètres, l'épreuve du 5 000 mètres Hommes est un triplé néerlandais.

## Résultats
| Place | Couple | Ligne | Nom                    | Nation           | Temps         | Retard   |
| ----- | ------ | ----- | ---------------------- | ---------------- | ------------- | -------- |
| 1er   | 10     | O     | Sven Kramer            | Pays-Bas         | 6 min 10 s 76 | -        |
| 2e    | 12     | I     | Jan Blokhuijsen        | Pays-Bas         | 6 min 15 s 71 | +4 s 95  |
| 3e    | 11     | I     | Jorrit Bergsma         | Pays-Bas         | 6 min 16 s 66 | +5 s 90  |
| 4     | 12     | O     | Bart Swings            | Belgique         | 6 min 17 s 79 | +7 s 03  |
| 5     | 11     | O     | Sverre Lunde Pedersen  | Norvège          | 6 min 18 s 84 | +8 s 08  |
| 6     | 7      | O     | Denis Yuskov           | Russie           | 6 min 19 s 51 | +8 s 75  |
| 7     | 8      | O     | Ivan Skobrev           | Russie           | 6 min 19 s 83 | +9 s 07  |
| 8     | 13     | I     | Patrick Beckert        | Allemagne        | 6 min 21 s 18 | +10 s 42 |
| 9     | 6      | O     | Håvard Bøkko           | Norvège          | 6 min 22 s 83 | +12 s 07 |
| 10    | 6      | I     | Moritz Geisreiter      | Allemagne        | 6 min 24 s 79 | +14 s 03 |
| 11    | 9      | O     | Aleksandr Rumyantsev   | Russie           | 6 min 24 s 93 | +14 s 17 |
| 12    | 13     | O     | Lee Seung-hoon         | Corée du Sud     | 6 min 25 s 61 | +14 s 85 |
| 13    | 2      | O     | Jan Szymański          | Pologne          | 6 min 26 s 35 | +15 s 59 |
| 14    | 8      | I     | Shane Dobbin           | Nouvelle-Zélande | 6 min 26 s 90 | +16 s 14 |
| 15    | 9      | I     | Dmitry Babenko         | Kazakhstan       | 6 min 28 s 26 | +17 s 50 |
| 16    | 7      | I     | Emery Lehman           | États-Unis       | 6 min 29 s 94 | +19 s 18 |
| 17    | 3      | O     | Andrea Giovannini      | Italie           | 6 min 30 s 84 | +20 s 08 |
| 18    | 3      | I     | Ewen Fernandez         | France           | 6 min 31 s 08 | +20 s 32 |
| 19    | 10     | I     | Jonathan Kuck          | États-Unis       | 6 min 31 s 53 | +20 s 77 |
| 20    | 1      | O     | Patrick Meek           | États-Unis       | 6 min 32 s 94 | +22 s 18 |
| 21    | 5      | I     | Alexej Baumgärtner     | Allemagne        | 6 min 34 s 35 | +23 s 58 |
| 22    | 2      | I     | Mathieu Giroux         | Canada           | 6 min 35 s 77 | +25 s 01 |
| 23    | 1      | I     | Sebastian Druszkiewicz | Pologne          | 6 min 37 s 16 | +26 s 40 |
| 24    | 4      | O     | Kim Cheol-min          | Corée du Sud     | 6 min 37 s 28 | +26 s 52 |
| 25    | 5      | O     | Simen Spieler Nilsen   | Norvège          | 6 min 42 s 47 | +31 s 71 |
| 26    | 4      | I     | Shane Williamson       | Japon            | 6 min 42 s 88 | +32 s 12 |